# Albert Charpin
Albert Charpin (Grasse 30 de enero de 1842- Asnieres 1924) fue un pintor paisajista, incorporado al grupo de la Escuela de Barbizon.
Alumno de Charles-François Daubigny, debutó en 1875 en el Salon. Después de esa fecha se consagró a los paisajes y a exponer regularmente. 

## Obra
Pintó escenas pastoriles y campestres: Pastoras acompañadas por un perro guardián, que controla los animales; escenas de campiña tranquilas, con una luminosidad particular, sin  personajes mayores que la naturaleza en su forma más espontánea; cielos nubosos y serenos.
Entre sus obras más conocidas pueden mencionarse: Troupeau dans la Camargue, Soir d’automne en Sologne, Le soir dans les Alpes Maritimes y Tropeau fayant l’or.
Charpin es un artista delicado, lleno de sentimiento, que maneja los colores en forma armoniosa. El Museo de Niza posee de él Sur le versant des Alpes Maritimes, y el Museo de Bernay La Gardeuse de dindons, Les chevres, Sous les chenes, Vaches dans un marais, Claire de lune, Paysage avec moutons, Moutons aux patorage, Bords de l’etang, Aux champs, Le retour de la troupeau, Coq et poules.  Una de ellas, Le Retour à la Ferme, forma parte de la colección del Musèe des Beaux-Arts de Chambery. Sus pinturas se encuentran también en mansiones oficiales y en colecciones privadas de Europa, América y Sudamérica.

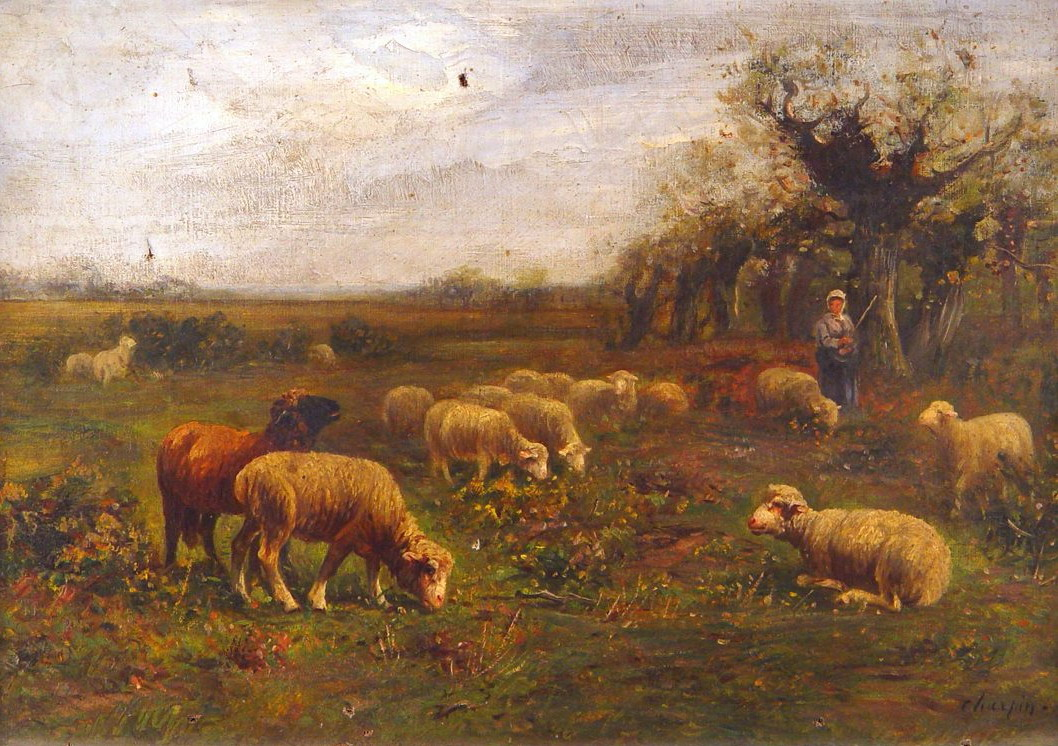
Ovejas Pastando.